# Heinrich Dietmar Borcherding
Heinrich Dietmar Borcherding (* 2. März 1942 in Langenau) ist ein deutscher Politiker der SPD. Von 1984 bis 1999 war Heinrich Borcherding Landrat des Kreises Minden-Lübbecke.

## Leben und Beruf
Seine schulische Ausbildung schloss Heinrich Borcherding 1963 mit der mittleren Reife ab und absolvierte danach eine Ausbildung zum Maschinenschlosser. 1966 legte er auf dem zweiten Bildungsweg sein Abitur ab und studierte danach an den Universitäten Hannover und Hamburg Lehramt für Berufsschulen mit den Schwerpunkten Maschinenbau, Wirtschafts- und Betriebslehre sowie Politik. Borcherding schloss das Studium mit dem ersten und zweiten Staatsexamen ab und war ab 1972 Lehrer an der Kreisberufsschule in Minden. Nach seinem Ausscheiden aus dem Landratsamt im Jahr 1999 war Borcherding Geschäftsführer des Qualifizierungszentrums im Innovationszentrum der Fennel-Stiftung in Bad Oeynhausen. Heinrich Borcherding ist Vorsitzender des Heimatvereins Dankersen.
Borcherding ist verheiratet und hat zwei Töchter.

## Politik
Heinrich Borcherding ist seit 1967 Mitglied der SPD im Ortsverein Minden-Dankersen/Päpinghausen. Er war Mitglied im Landesvorstand der Sozialdemokratischen Gemeinschaft für Kommunalpolitik  (SGK) in Nordrhein-Westfalen und Mitglied im Bundesvorstand der SGK.
Heinrich Borcherding war von 1973 bis zum 31. Dezember 1998 Mitglied des Kreistages des Kreises Minden-Lübbecke. Vom 1. Juni 1995 bis zum 31. Dezember 1998 war er als direkt gewählter Abgeordneter des Wahlkreises 112 Mitglied des Landtages Nordrhein-Westfalen.
1984 wählte der Kreistag Minden-Lübbecke Heinrich Borcherding als Nachfolger von Hermann Struckmeier (CDU) zum ehrenamtlichen Landrat, dieses Amt führte er bis zum Dezember 1998 aus. Im Dezember 1998 wählte ihn der Kreistag nach dem Ausscheiden von Oberkreisdirektor Alfred Giere (SPD) zum hauptamtlichen Landrat des Kreises Minden-Lübbecke, dieses Amt führte er von Januar 1999 bis September 1999 aus. Von 1997 bis 1999 war er Vorsitzender des Landkreistages Nordrhein-Westfalen. Im September 1999 verlor Heinrich Borcherding überraschend die erste direkte Landratswahl gegen Wilhelm Krömer (CDU) und schied aus dem Amt aus.